# Такселл, Кристофер
Ларс Эвальд Кристофер Такселл (фин. Christoffer Taxell; 14 июля 1948, Турку, Финляндия) — финско-шведский политический и государственный деятель, предприниматель, канцлер Академии Або (2004—2009). Министр юстиции (1979—1987) и образования Финляндии (1987—1990).

## Биография
Финский швед. Сын учёного и политика. Отец Кристофера, Ларс Эрик Такселл (1913—2013) также был председателем Шведской народной партии в 1956—1966 годах.
До 1972 года изучал право в Университете Турку.
В начале 1970-х годов работал секретарём одного из министров. Вступил в Шведскую народную партию Финляндии, с 1970 до 1972 руководил её молодёжной организацией, входил в состав руководства шведской культурной организации Финляндии «Svenska kulturfonden».
Лидер Шведской народной партии Финляндии (1985—1990). Депутат парламента Финляндии — Эдускунта с 1975 до 1991 года.
Занимал ответственные министерские должности. В начале 1990-х годов ушёл из политики в частный сектор. Занимался бизнесом. В 1990—2002 годах — генеральный директор группы «Partek». Работал в руководящих органах нескольких предприятий и учреждений. Директор конфедерации финской промышленности (Elinkeinoelämän keskusliitto), а также был канцлером Академии Або. В 2008 году стал руководителем комиссии по конституционной реформе.
Является председателем правления Альянса университетов и возглавляет фонд «Турку 2011», который управляет проектом «Культурная столица Европы».